# Cristo in pietà (Masolino)

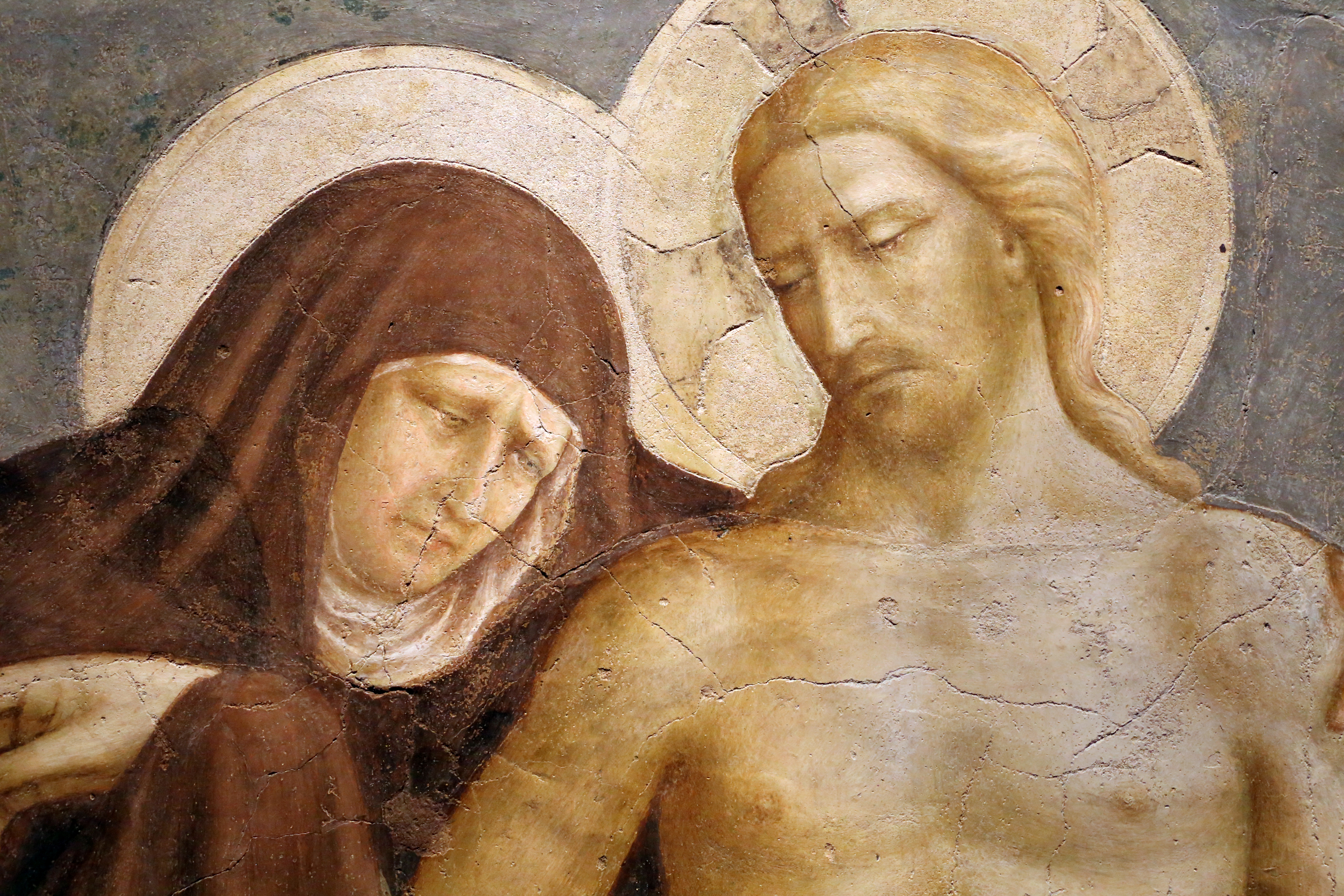
Dettaglio

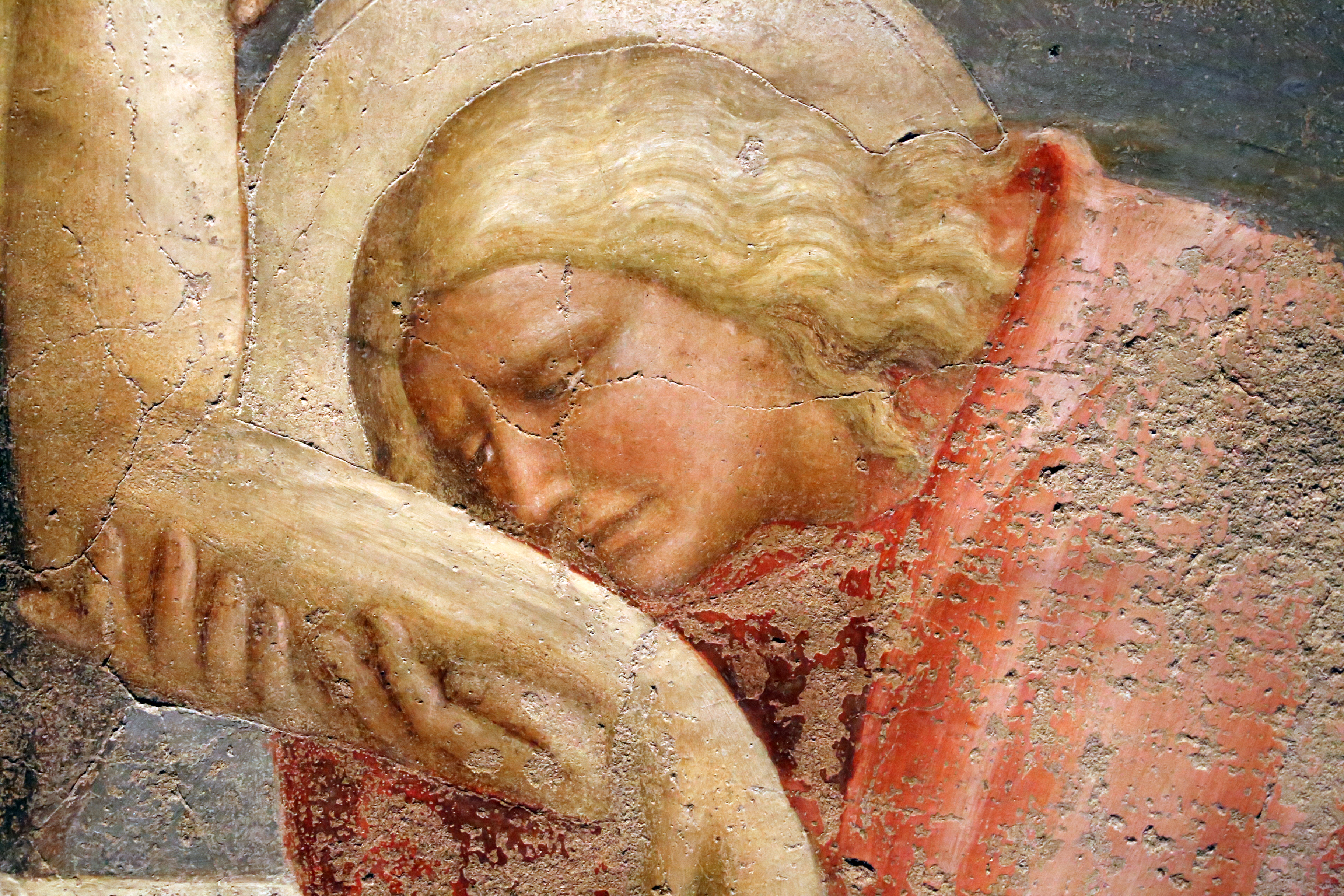
Dettaglio

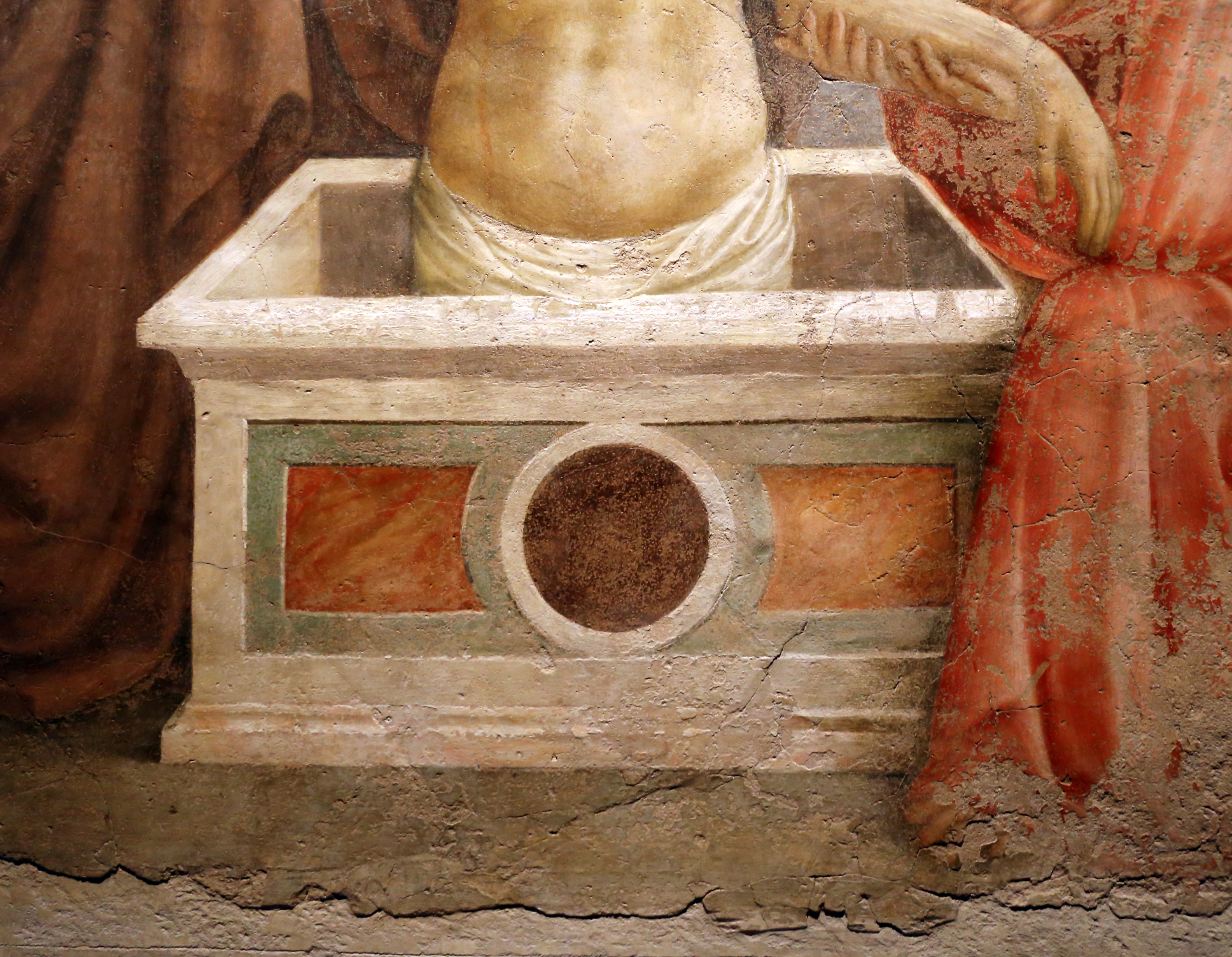
Il sarcofago

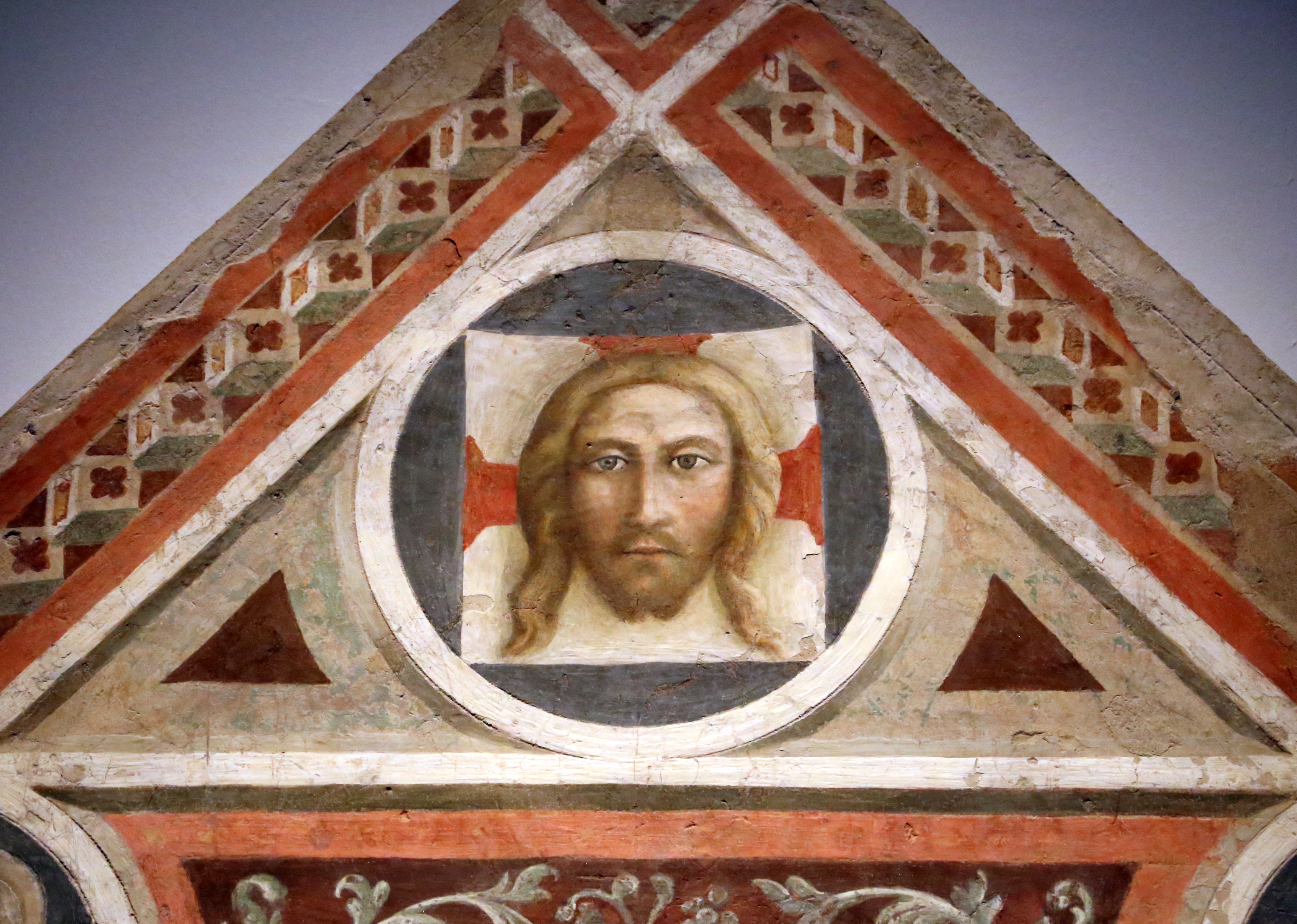
Dettaglio della cimasa

Cristo in pietà è un affresco staccato di Masolino, databile al 1424 e conservato nel Museo della collegiata di Sant'Andrea di Empoli. 

## Storia
L’affresco fu realizzato da Masolino da Panicale, forse su commissione della famiglia Scassinati per un altare posto alla testata orientale dietro la mensa d'altare alla chiesa di San Giovanni Battista poi diventato Battistero della Collegiata di Empoli dal 1464, oggi parte del Museo della Collegiata.  Si ipotizza che fu dipinto dall’artista intorno al 1424 quando si trovava a Empoli per affrescare la cappella di Sant’Elena in Santo Stefano degli Agostiniani.
L'affresco fu rinvenuto nel XIX secolo, ma non è noto quando esattamente e come. Inizialmente si riteneva che l’autore dell’opera fosse Masaccio; in seguito cadde anche l’ipotesi di una sua collaborazione. L’esclusiva attribuzione a Masolino si deve a Bernard Berenson nel 1902. Nel 1993 Paul Joannides scrisse che quest'opera era "la più masaccesca delle invenzioni di Masolino". La paternità di Masolino è stata confermata da Luciano Berti nel 1988. Lo studioso ha riconosciuto nell’affresco l’ispirazione ad alcuni modelli antichi con i quali l’artista entrò in contatto durante il suo viaggio a Roma.

## Descrizione
L’affresco staccato raffigura al centro Cristo che si leva dal sepolcro fra la Madonna e l’evangelista Giovanni, secondo la tipica iconografia del Vir dolorum. Alle spalle dei tre soggetti si innalza la croce, su cui è appesa la corona di spine, oggi quasi  interamente perduta, mentre alle estremità pendono due flagelli, simboli della Passione. La scena è inserita in una cornice gialla sovrastata da una cuspide, dove vi sono tre clipei: in uno è raffigurato il profeta Isaia, in un altro una Sibilla con in mano un teschio ed infine il volto di Cristo della Veronica.
L’iconografia del Vir dolorum si diffuse soprattutto durante la seconda metà del XIV secolo nell’Italia centrale. È caratterizzata dalla rappresentazione del Cristo staccato dal contesto spaziale e temporale, attraversato sia dalla sofferenza della morte umana sia dalla redenzione divina. La Madonna e Giovanni hanno una simbologia precisa: la prima allude alla senilità e alla tristezza, il secondo rappresenta la gioventù e la rinascita. Nell’affresco traspare il dolore provato da queste due figure e il loro amore per il Dio-uomo. Il Cristo è raffigurato con le carni pallide e con i segni del supplizio, per marcare la sua sofferenza umana, ma allo stesso tempo la sua posizione può essere assunta solo da un vivo. La rappresentazione del Cristo è quindi dualistica: nonostante il dolore provato, attraverso la Resurrezione simboleggia la vittoria dello spirito sulla carne e trasmette speranza all’umanità. 

### Stato di conservazione
Confrontando l’opera con la foto della Fototeca Zeri di Bologna (n. 7160), databile fra il 1880 e il 1920, si riscontrano alcune differenze conservative. L’affresco, infatti, è stato restaurato da Giuseppe Rosi poco prima del 1987. La porzione sinistra della cornice dipinta è del tutto mancante nella foto storica; si tratta quindi di un'aggiunta successiva al 1920. Le crettature sul volto del Cristo e della Vergine erano, invece, già presenti. Prima del restauro vi erano evidenti lacune sulle vesti della Madonna e di san Giovanni e danni nel colore e nella definizione dei dettagli dell’aureola del Cristo, poi restaurati.

## Stile
Nell’opera di Empoli, Masolino riadatta l’iconografia gotica del Vir dolorum ad un gusto rinascimentale, semplificandola. Si concentra sul gruppo centrale dell’opera ed elimina i simboli della Passione, ad eccezione dei flagelli alle estremità della croce e la corona di spine. Con grande naturalismo, i flagelli sembrano lievemente mossi dal vento.
Il corpo del Salvatore è saldo e reale, mentre la gestualità ricerca espressioni meno convenzionali, tratte dal vero. Anche il panneggio sembra andare verso un superamento delle ornate linee tardogotiche, privilegiando la campitura di colori e luci ai ritmi delle falcate.
Il sacello e la croce sovrastante sono entrambi rappresentati in prospettiva, con il punto di fuga posto al centro del petto di Cristo. La costruzione prospettica del sarcofago, inoltre, determina la posizione dei tre protagonisti nello spazio, che richiamano la sfera terrena. La sfera divina, invece, è simboleggiata dall’assenza di profondità che domina lo sfondo. Il sarcofago, decorato con marmi intarsiati, denuncia già un gusto rinascimentale.
L'opera ha una composizione tradizionale ma con alcuni accenni maggiormente realistici, come il sarcofago classicheggiante dalla forte spazialità, evidenziata da una prospettiva con il punto di fuga al centro del petto di Cristo, oppure il corpo del Salvatore saldo e reale o la gestualità che ricerca espressioni meno convenzionali, tratte dal vero. Anche il panneggio sembra andare verso un superamento delle ornate linee tardogotiche, privilegiando la campitura di colori e luci ai ritmi delle falcate.
A questa opera in particolare si ispira il video Emergence di Bill Viola (2002)